# Oftalmite
L'oftalmite è una malattia infiammatoria che coinvolge tutte le strutture del globo oculare e che, solitamente, è conseguente a forme gravi e non trattate di cheratite. È definita panoftalmia quando è diffusa.
Le cause sono da imputare ad agenti microbici, in particolar modo batteri e virus.